# Takahiro Futagawa
Takahiro Futagawa (二川 孝広, Futagawa Takahiro) est un footballeur japonais né le 27 juin 1980 à Takatsuki dans la préfecture d'Osaka au Japon.

## Palmarès
- Championnat du Japon : 2005 et 2014